# ICE-1列車
ICE-1列车是德国境内最先制造的高速列车，也是该系列5种运行的城際快車列车中的第一款。
从1991年起投入载客运营的ICE-1列车，最高时速可达280公里/小时，整列火车计划由两节動力機車（401型）和最多14节车厢（801型~804型）组成。个别情况与驱动车头（德国国铁402型）和ICE-2列车的2等车厢（德国国铁806型）搭配组合。
整列列车全长411米，最大载客800座，它是目前已造ICE列车中最长的。与其他系列的ICE列车相比，ICE-1不能与其他列车组合起来行使，他只可单独运行。
1990年代投入运营的60列ICE-1列车，除去1998年6月一列在艾雪德列车出轨事故中报废，余下的59列陆续在2005~2008年间被重新改装，这些列车将继续服役10~15年。

## 结构组成
列车计划由2节驱动车头和12节车厢组成，修理厂外从未被指定分开营运过。编号为162—171的车辆允许在奥地利段运行，编号为172—190的车辆可在瑞士段运行。
最初的时候计划所有车辆由如下两种方式组成：
- 那些在德国境内运行的车辆，挂有3节1等车厢（分别是11、12和13号车厢）以及7节2等车厢（1—7号车厢）。餐车是10号车厢,服务车是9号车厢。一部分ICE-1列车的第7号2等车厢，是由ICE-2的2等车厢所代替的。这几列车的13号1等车厢，其中一节最初是两辆1等吸烟车厢中的一个，对比第14号车厢，它没有电话、视频这类的附加设备。

- 那些在瑞士段营运的车辆有4节1等车厢（车厢号：11—14）和6节2等车厢（车厢号：1—6，没有7号车）以及服务、餐车（9、10号）组成。

这些1991起开始服役的ICE-1列车从2005年—2008年逐渐依据现代化标准被改装。车辆结构和内部设施修改幅度很大，依据现代化标准修改后车辆全部被统一起来。所有列车统一由12节车厢和2节驱动车头组成，分别是：4节1等车厢（车厢号：9、11、12、14）服务车厢包含在内，一节餐车（车号：8）以及7节2等车厢（车号：1—7）。所有车厢均为无烟车厢，其中第1、3、9、11和14车厢配备有移动电话信号放大器。
营运时列车多配备有9—14节车厢，标配14节的列车（改装前）全长410.70米，拥有192个1等坐席以及567个2等座位。ICE-1列车的餐车提供40个位子和1个4个位子的会议角。此外还为轮椅存放准备了2个位子。
很大一部分在1991和1994年投入营运的ICE-1列车使用的座椅与城際列車（InterCity）的座椅类似。吸烟区被放置于车尾，部分车厢多被设为静音区或拥有良好手机訊号的区域。

### 驱动车头（401型）
驱动车头（德国国铁401型）拥有一间驾驶室以及一间机械室。驾驶室内部由驾驶台、副驾驶座位，和许多位于驾驶员身后安装的服务元器件。
机械室的两边均有一条从驾驶室门口通往驱动车头尾部出口的中间过道，在机器运转时很少被使用。 列车驾驶员可以在位于机械室最后边，机车两侧的舱门上下车。
机车的两个转向架同时工作时，4个运转的牵引电动机中，每台电动机的功率是1250千瓦/小时，国际铁路联盟（UIC）显示每台（德国国铁401型）驱动车头工作时的总功率在4800千瓦/小时，最大火车驱动力在200千牛。驱动系统所采用的技术是符合DE2500和实验型验证过的诱导电动机原理。该驱动系统在ice1上同传动器和制动空心轴被悬挂在位于转向架总成和车辆总成之间。驱动系统在高速行驶时与车辆总成连接。驱动系统在车辆慢速转弯时，驱动质量通过电力控制的空气动力器与转向架连接，这些都是出自简化ICE-V所验证的（可变驱动质量）技术原理。该驱动车头为德国铁路120系电力机车的直接延伸。
在最初投入时显示该驱动车头采用了非同寻常的先进技术。单单一部车头就装备了10个计算机系统，在驾驶台的左边和右边的两个显示器可以了解工作状态，通过无线信号获知工作间的故障。
编号为001—020以及501—520的驱动车头配备的是传统电源。这之后的所有火车头（编号：051—090以及551—590）均安装的是具有可关断晶闸管（GTO技术）的电源。配有传统电源的车头重约80.4吨，而配有GTO-电源的车头比传统车头大约轻了2.5吨，重约78吨。
电源的总功率可达到7.6 MVA。变压器的一个额定功率为5.2 MVA，其中车辆牵引部分消耗4.5 MVA，余下约700 KVA为暖气、空调以及辅助设施所使用。新车车轮的直径为1040毫米，磨合后的车轮直径为950毫米磨合語意是否正確？。
在驱动车头的前部配有一部Scharfenberg链接器，在遇到需要被拖挂作业时使用，并由一个可折叠的盖子隐藏起来。与其他系列的ICE列车相比，在设计ICE-1列车之初并未打算该列车拥有连接器。
那些提前预订为在瑞士行驶的驱动车头均额外配有一个适合瑞士标准的集电弓以及符合瑞士安全标准（自动列车安全装置）的Integra-Signum。其余的ICE驱动车头均可配备瑞士标准的集电弓。
编号为：0XX的401驱动车头通常都挂载一等车厢，编号为：5XX的驱动车头则挂载二等车厢。

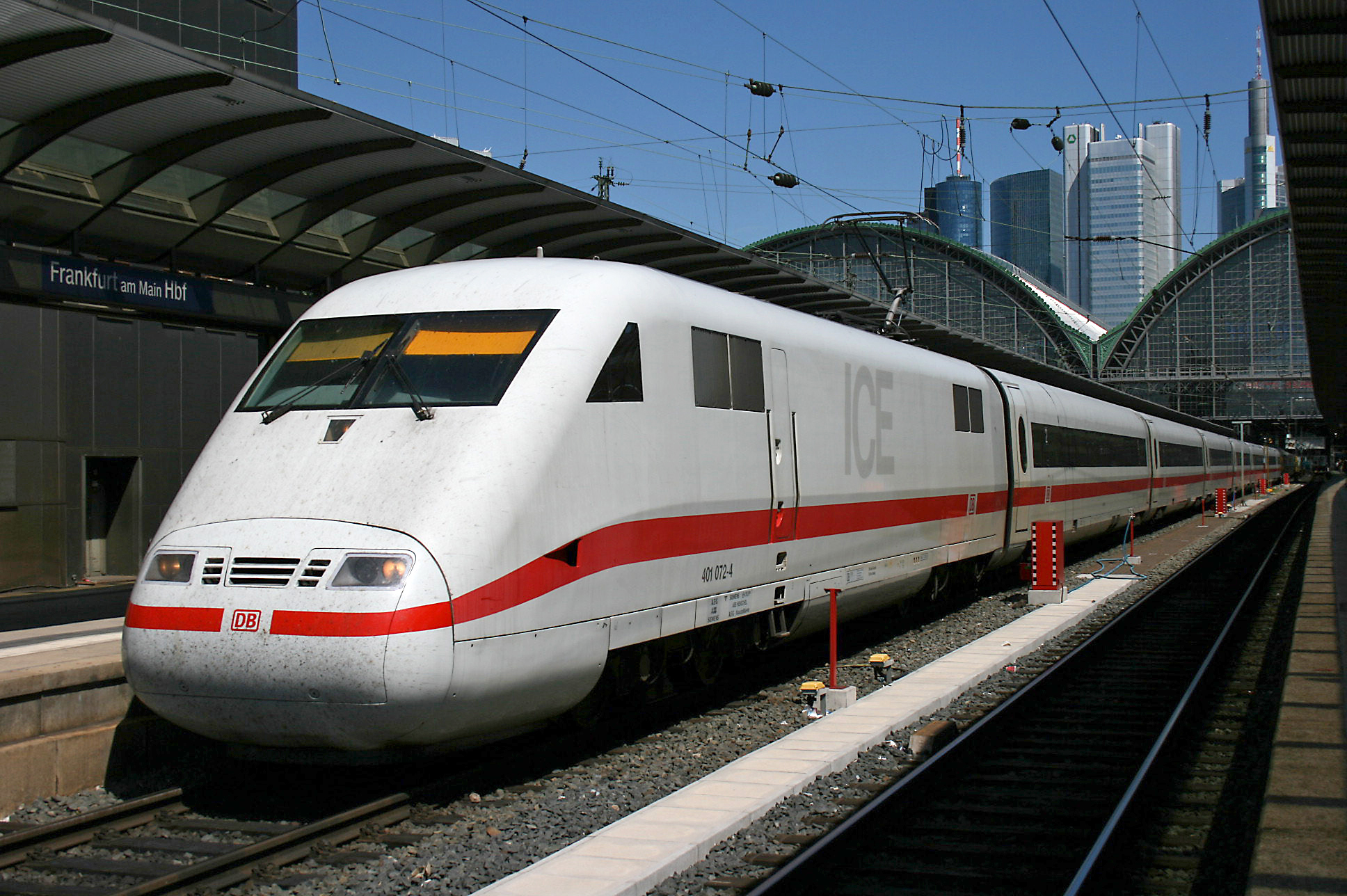
一列停靠在法兰克福站的ICE-1 401 072-4
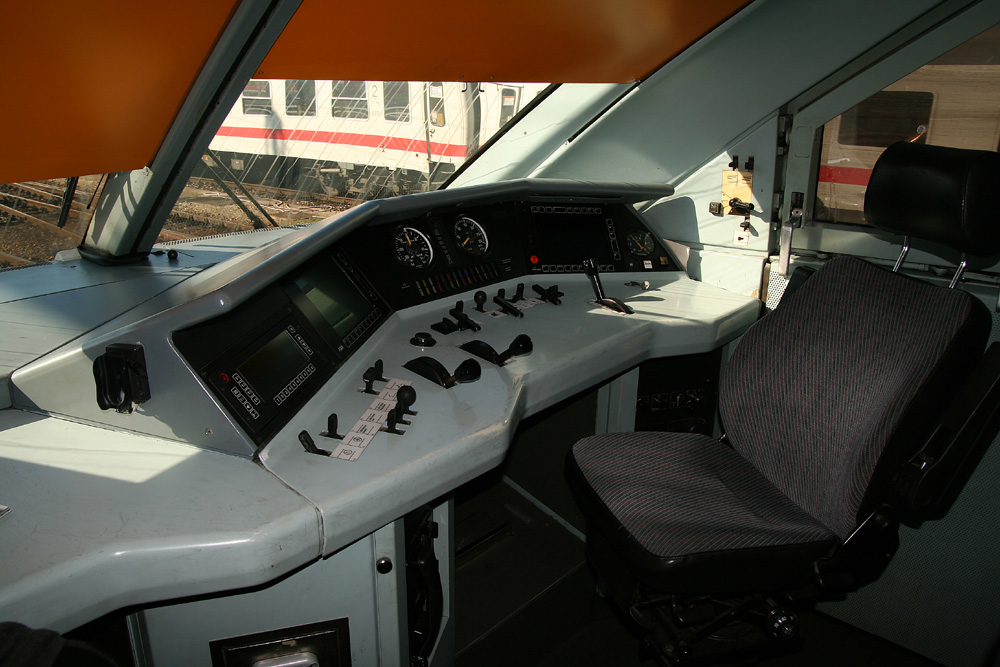
機車的驾驶室
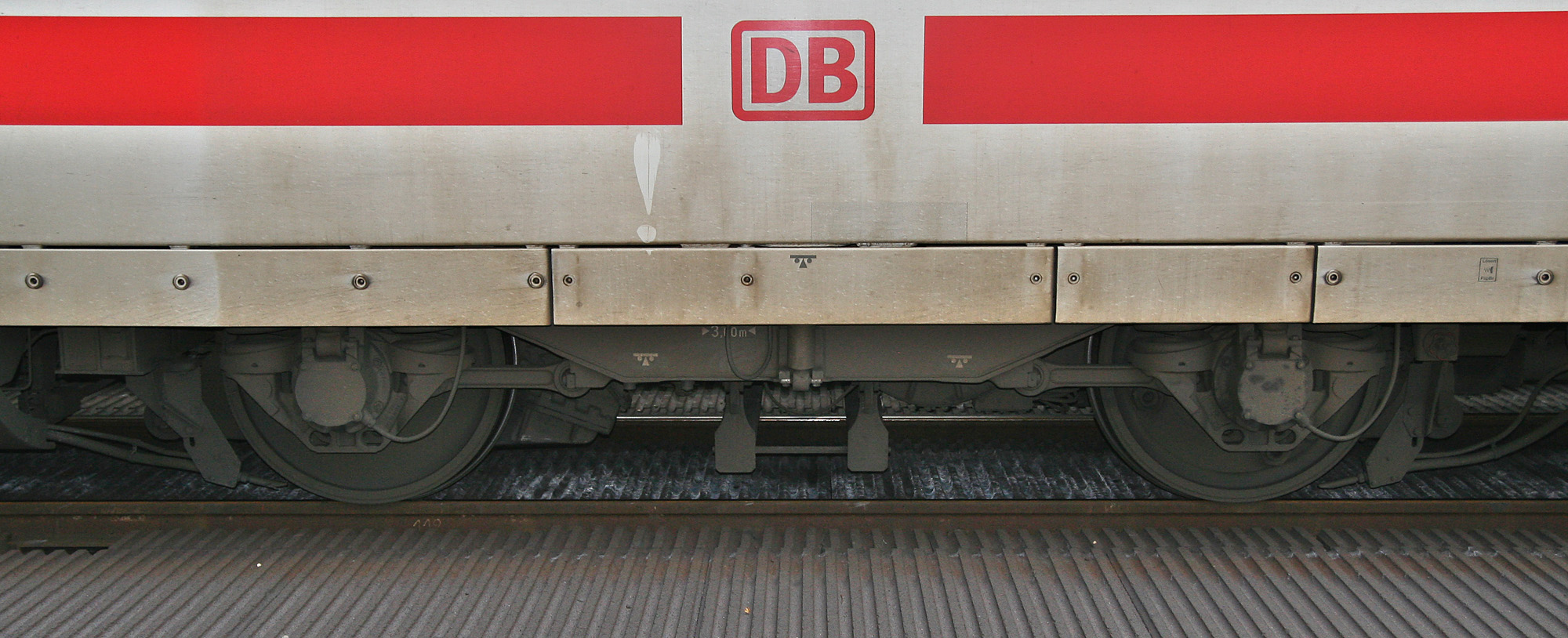
機車底部的轉向架
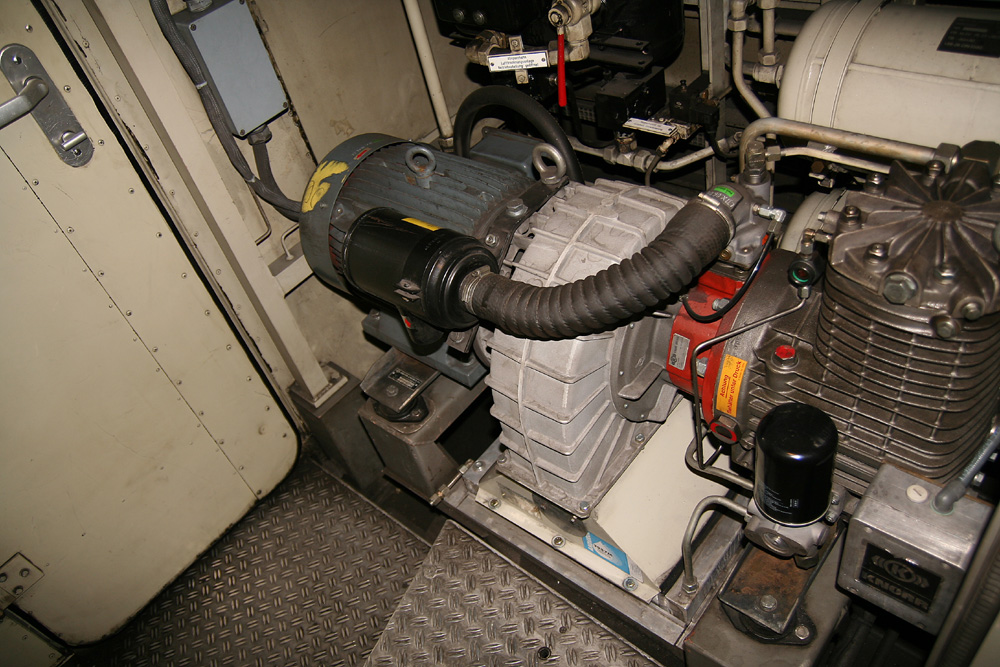
机械室内的空气泵
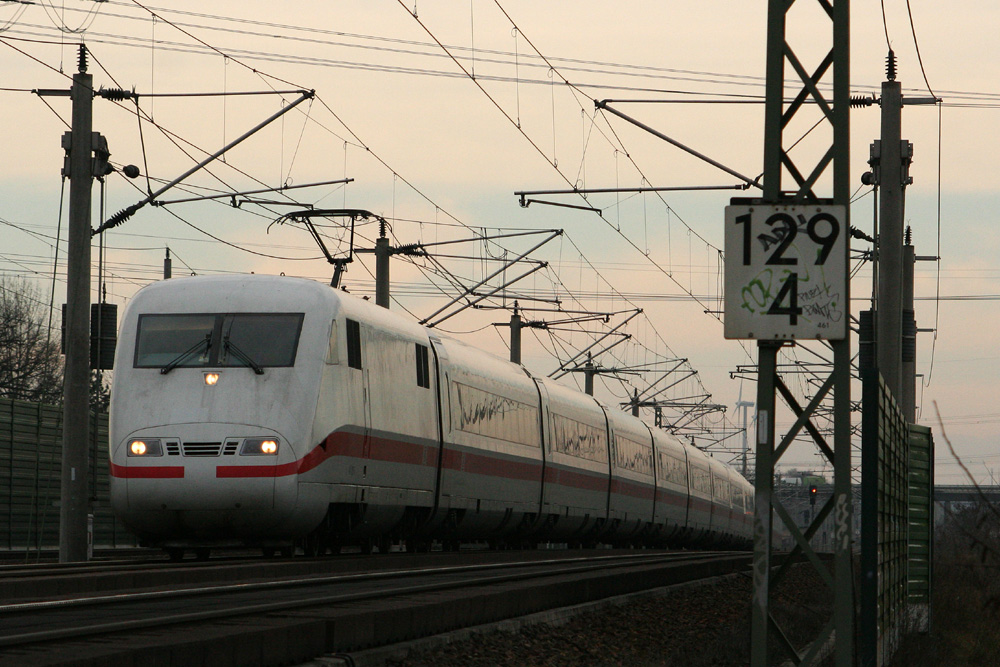
機車和拖車展示是标志性的位于铁轨1.8米上方
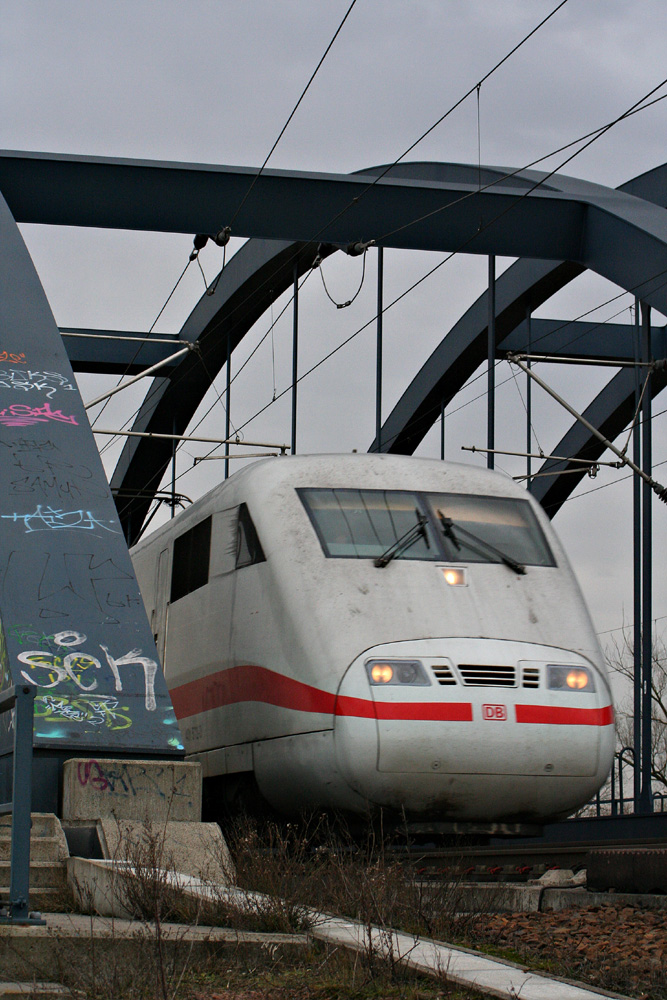
車鼻可明顯看出連結器罩
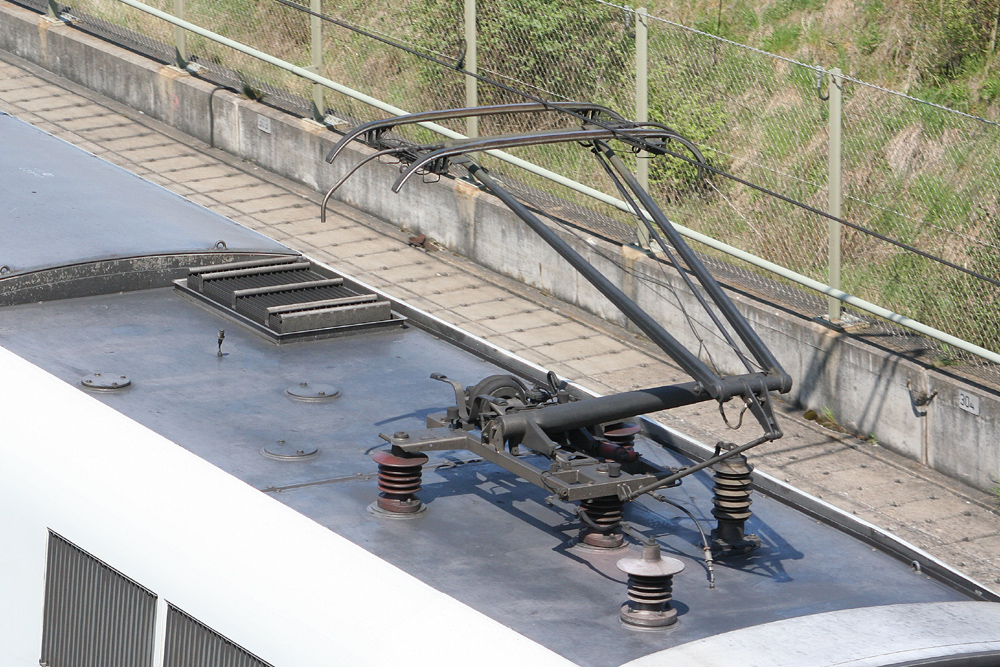
機車車頂的集電弓

### 服务车厢（803型）
服务车厢803拥有39个2等座席、两个轮椅位以及一个包含有4个座位的会议间。另外，车厢内还拥有列车长的服务间、餐车员工服务间以及一间带有变换桌的无障碍卫生间。为了保证卫生水平，在该车厢内还可以找到一间禁止旁边的餐车乘客使用的卫生间。
为了方便轮椅使用者，车门比其他车厢车门低10厘米。旁边的图片显示在改造前车厢中部所描述的位于左墙前边的两个轮椅位子。
车厢的会议间配备有：1张大桌、4把活动椅子、1部电子打字机、1部传真机、1部电话以及几个电源插座。需要提前至少预订三个座位才能使用该会议间。最初，使用会议间与一等舱的车票相关联，之后发展到二等舱。当时还不用预订，只需列车长确认车票盖戳与否。在1992年时有8197起登记次数要求使用会议间，但仅过了一年就下降到4400起登记要求。直到列车改装前，全车这里是乘客唯一能找到有插座的地方。
另外，服务区配有中央乘客信息系统，通常情况下车内广播均出自这里。开始完成的标准播报，例如：由计算机控制的3种语言播报，列车抵站前的广播。
在最初的构造中车厢内白包含两间公共电话亭。
德国联邦铁路集团总共订购了41节这种ICE-1最初系列的列车。

## 历史
401型列车的前身是1985年设计制造的ICE-V机车，对比城際列車（Intercity）显示出不少特点。
在经过了关于车辆设施、车长、宽以及数量的旷日持久的讨论后，联邦铁路管理层和波恩交通部，最终决定陆续订购41台机车。
联办铁路有意在1987年9月订购82台车头以及1988年7月再订总共482台车厢。到1988年7月中旬，联邦交通部最终批准了这个采购计划。首批订购的41台车头总价为18亿德國馬克，其中12亿是花费在电子设备上。德铁通过讨价还价后，使总价下降3亿马克。最终1台车头价格为870万马克，餐车是每节400万马克，勤务用车是1节300万马克，1等及2等车厢每节均为270萬马克。
1989年9月26日由Krauss-Maffei制造的1台车头在慕尼黑交付给联邦铁路，科技部长：Heinz Riesenhuber，联邦铁路主席：Reiner Gohlke等出席了庆祝典礼。全部41台车头将在1991年4月底完成交付，第1节车厢（1等、2等、服务）将在1990年夏末交付，第1节餐车车厢则会在同年秋天交付。1990年夏联邦铁路又订购了19列总价10亿马克ICE-1，其中每列配2台车头和12节车厢（含1节勤务车厢）。后订购的19列原本准备投入到曼海姆—巴塞尔的线路上。

### 外銷嘗試
1993年6月，1列由2台车头，3节2等车厢和1等车厢、餐车、勤务车厢个1节总共8节的ICE列车从不来梅哈芬出发装船驶后向美国。这列ICE对25个美国和加拿大的大城市进行巡回行驶，10月4日起还在纽约—華盛頓线路，进行2个月时间代替原有柴油机车的行驶。
1993/1994年間，AEG和西门子交通集团試圖对台湾出售ICE-1技术，但未获得成功。1993年夏台湾當時的交通部长劉兆玄在德国试乘了ICE-1，曾准备采购45列价值35亿德國馬克ICE列车。但台灣高鐵後來因艾雪德列車出軌事故及921大地震等安全考慮因素而改變主意，轉而透過西日本旅客鐵道自日本引進700系新幹線的技術，也就是700T型列車。